# Cynorkis gabonensis
Espèce
Synonymes
- Bicornella gabonensis (Summerh.) Szlach. & Kras[1]

Cynorkis gabonensis est une espèce de plantes à fleurs de la famille des Orchidaceae (les orchidées) et du genre Cynorkis, présente à Sao Tomé-et-Principe et au Gabon.